# Cincinnati Open 2021 - Qualificazioni singolare maschile
Le qualificazioni del singolare maschile del Cincinnati Open 2021 sono state un torneo di tennis preliminare per accedere alla fase finale della manifestazione. I vincitori dell'ultimo turno sono entrati di diritto nel tabellone principale. In caso di ritiro di uno o più giocatori aventi diritto a questi sono subentrati i lucky loser, ossia i giocatori che hanno perso nell'ultimo turno ma che avevano una classifica più alta rispetto agli altri partecipanti che avevano comunque perso nel turno finale.

## Teste di serie
1. Richard Gasquet (qualificato)
2. Carlos Alcaraz (qualificato)
3. Tommy Paul (qualificato)
4. Yoshihito Nishioka (qualificato)
5. Dominik Koepfer (ultimo turno, lucky loser)
6. Vasek Pospisil (primo turno)
7. Lorenzo Musetti (primo turno)

1. Marcos Giron (qualificato)
2. Il'ja Ivaška (ultimo turno)
3. Jaume Munar (ultimo turno)
4. Jérémy Chardy (primo turno)
5. Gianluca Mager (primo turno)
6. Emil Ruusuvuori (primo turno)
7. Alexei Popyrin (ultimo turno)

## Qualificati
1. Richard Gasquet
2. Carlos Alcaraz
3. Tommy Paul
4. Yoshihito Nishioka

1. Marcos Giron
2. Corentin Moutet
3. Kevin Anderson

### Lucky loser
1. Dominik Koepfer

## Tabellone

### Legenda
| - Q = Qualificato - WC = Wild card - LL = Lucky loser | - ALT = Alternate - SE = Special Exempt - PR = Protected Ranking | - w/o = Walkover - r = Ritirato - d = Squalificato |

### Sezione 1
|  | Primo turno | Primo turno       | Primo turno       | Primo turno | Primo turno |  |  | Ultimo turno | Ultimo turno    | Ultimo turno | Ultimo turno | Ultimo turno |  |
|  |             |                   |                   |             |             |  |  |              |                 |              |              |              |  |
|  | 1           | Richard Gasquet   | Richard Gasquet   | 6           | 6           |  |  |              |                 |              |              |              |  |
|  | WC          | Fernando Verdasco | Fernando Verdasco | 4           | 0           |  |  | 1            | Richard Gasquet | 5            | 6            | 6            |  |
|  |             | Norbert Gombos    | Norbert Gombos    | 2           | 2           |  |  | 10           | Jaume Munar     | 7            | 4            | 4            |  |
|  | 10          | Jaume Munar       | Jaume Munar       | 6           | 6           |  |  |              |                 |              |              |              |  |

### Sezione 2
|  | Primo turno | Primo turno      | Primo turno     | Primo turno | Primo turno |  |  | Ultimo turno | Ultimo turno   | Ultimo turno   | Ultimo turno | Ultimo turno |  |
|  |             |                  |                 |             |             |  |  |              |                |                |              |              |  |
|  | 2           | Carlos Alcaraz   | Carlos Alcaraz  | 6           | 6           |  |  |              |                |                |              |              |  |
|  |             | Thiago Monteiro  | Thiago Monteiro | 2           | 3           |  |  | 2            | Carlos Alcaraz | Carlos Alcaraz | 6            | 6            |  |
|  | WC          | Mitchell Krueger | 3               | 6           | 3           |  |  | 9            | Il'ja Ivaška   | Il'ja Ivaška   | 3            | 4            |  |
|  | 9           | Il'ja Ivaška     | 6               | 3           | 6           |  |  |              |                |                |              |              |  |

### Sezione 3
|  | Primo turno | Primo turno     | Primo turno     | Primo turno | Primo turno |  |  | Ultimo turno | Ultimo turno    | Ultimo turno    | Ultimo turno | Ultimo turno |  |
|  |             |                 |                 |             |             |  |  |              |                 |                 |              |              |  |
|  | 3           | Tommy Paul      | Tommy Paul      | 6           | 6           |  |  |              |                 |                 |              |              |  |
|  |             | Kwon Soon-woo   | Kwon Soon-woo   | 3           | 2           |  |  | 3            | Tommy Paul      | Tommy Paul      | 78           | 6            |  |
|  |             | Tennys Sandgren | Tennys Sandgren | 78          | 6           |  |  |              | Tennys Sandgren | Tennys Sandgren | 6            | 1            |  |
|  | 11          | Jérémy Chardy   | Jérémy Chardy   | 6           | 1           |  |  |              |                 |                 |              |              |  |

### Sezione 4
|  | Primo turno | Primo turno        | Primo turno        | Primo turno | Primo turno |  |  | Ultimo turno | Ultimo turno       | Ultimo turno | Ultimo turno | Ultimo turno |  |
|  |             |                    |                    |             |             |  |  |              |                    |              |              |              |  |
|  | 4           | Yoshihito Nishioka | Yoshihito Nishioka | 6           | 6           |  |  |              |                    |              |              |              |  |
|  |             | Jahor Herasimaŭ    | Jahor Herasimaŭ    | 2           | 3           |  |  | 4            | Yoshihito Nishioka | 6            | 7            | 6            |  |
|  |             | Ričardas Berankis  | Ričardas Berankis  | 6           | 7           |  |  |              | Ričardas Berankis  | 78           | 5            | 2            |  |
|  | 12          | Gianluca Mager     | Gianluca Mager     | 4           | 5           |  |  |              |                    |              |              |              |  |

### Sezione 5
|  | Primo turno | Primo turno       | Primo turno       | Primo turno | Primo turno |  |  | Ultimo turno | Ultimo turno    | Ultimo turno    | Ultimo turno | Ultimo turno |  |
|  |             |                   |                   |             |             |  |  |              |                 |                 |              |              |  |
|  | 5           | Dominik Koepfer   | 2                 | 6           | 6           |  |  |              |                 |                 |              |              |  |
|  |             | Andreas Seppi     | 6                 | 4           | 4           |  |  | 5            | Dominik Koepfer | Dominik Koepfer | 6            | 4            |  |
|  | WC          | Jeffrey John Wolf | Jeffrey John Wolf | 3           | 3           |  |  | 8            | Marcos Giron    | Marcos Giron    | 78           | 6            |  |
|  | 8           | Marcos Giron      | Marcos Giron      | 6           | 6           |  |  |              |                 |                 |              |              |  |

### Sezione 6
|  | Primo turno | Primo turno     | Primo turno     | Primo turno | Primo turno |  |  | Ultimo turno | Ultimo turno    | Ultimo turno | Ultimo turno | Ultimo turno |  |
|  |             |                 |                 |             |             |  |  |              |                 |              |              |              |  |
|  | 6           | Vasek Pospisil  | Vasek Pospisil  | 2           | 2           |  |  |              |                 |              |              |              |  |
|  |             | Corentin Moutet | Corentin Moutet | 6           | 6           |  |  |              | Corentin Moutet | 3            | 7            | 7            |  |
|  | WC          | Jack Sock       | 2r              | 7           | 7           |  |  | 14/Alt       | Alexei Popyrin  | 6            | 62           | 5            |  |
|  | 14/Alt      | Alexei Popyrin  | 4               |             |             |  |  |              |                 |              |              |              |  |

### Sezione 7
|  | Primo turno | Primo turno     | Primo turno     | Primo turno | Primo turno |  |  | Ultimo turno | Ultimo turno   | Ultimo turno   | Ultimo turno | Ultimo turno |  |
|  |             |                 |                 |             |             |  |  |              |                |                |              |              |  |
|  | 7           | Lorenzo Musetti | Lorenzo Musetti | 3           | 3           |  |  |              |                |                |              |              |  |
|  |             | Kevin Anderson  | Kevin Anderson  | 6           | 6           |  |  |              | Kevin Anderson | Kevin Anderson | 7            | 6            |  |
|  |             | Steve Johnson   | 64              | 6           | 6           |  |  |              | Steve Johnson  | Steve Johnson  | 63           | 4            |  |
|  | 13          | Emil Ruusuvuori | 7               | 2           | 3           |  |  |              |                |                |              |              |  |